# Kromskoj rajon
Il Kromskoj rajon (in russo Кромской район?) è un rajon dell'Oblast' di Orël, nella Russia europea; il capoluogo è Kromy.